# Narratives of Empire
Narratives of Empire è un'eptalogia, un ciclo narrativo composto di sette romanzi storici scritti da Gore Vidal. Pubblicata tra il 1967 e il 2000, la serie è concepita come una storia della repubblica americana: dai suoi albori fino alla Seconda Guerra Mondiale, attraverso le storie personali di due famiglie con personaggi ed eventi della storia degli USA. Il ciclo di libri può essere letto iniziando da qualsiasi libro, senza perdere intelligibilità narrativa.
In ordine di ambientazione, i romanzi sono:  Burr (pubblicato nel 1973), Lincoln (del 1984), Emma, 1876 (1876, pubblicato nel 1976), Impero (Empire, 1987), Hollywood (1990), Washington D.C. (1967) e l'ultimo, L'età dell'oro (The Golden Age, 2000).
La serie, nelle intenzioni dell'autore, vuole descrivere il passaggio degli Stati Uniti da repubblica isolazionista (com'era alle origini -  da qui la scelta di un personaggio chiave come Aaron Burr, vicepresidente di Thomas Jefferson dal 1801 al 1805), a impero globale (il ciclo si chiude con la guerra di Corea e la presidenza Eisenhower), mescolando personaggi storici e fittizi. Le ricerche storiche e d'archivio condotte da Vidal sono tali che spesso i personaggi storici dei suoi romanzi "parlano" usando parti di discorsi realmente tenuti quando erano in vita, come nel caso di Burr e Martin Van Buren in Burr, o di Teddy Roosevelt e William Randolph Hearst in Impero.

## I romanzi
- Burr. Pubblicato nel 1973, narra le vicende umane e politiche dell'ex vicepresidente degli Stati Uniti Aaron Burr (1756-1836). Centrale è lo scontro politico tra Burr e il suo rivale nella corsa ai vertici della politica americana, Alexander Hamilton. Il romanzo è anche l'occasione per Vidal di delineare lo scontro (spesso aspro) tra due linee di tendenze diametralmente opposte della politica americana agli albori della repubblica: il repubblicanesimo democratico da un lato (Jefferson, Burr) e il federalismo dall'altro (Hamilton, Washington, Adams), mostrando chiaramente di prediligere le tesi jeffersoniane, come ribadirà anche nel libro di memorie Palinsesto.[1]
- Lincoln. Pubblicato nel 1984, esplora la vita privata e pubblica di Abraham Lincoln.
- Il candidato (1876). Pubblicato nel 1976 sulla scia dello scandalo Watergate che aveva travolto l'amministrazione di Richard Nixon, Il candidato affronta uno scandalo di 100 anni prima: è il 1876, si festeggia il centenario della nascita degli Stati Uniti e i due partiti che si alternano al potere (Democratico e Repubblicano) si accordano per truccare le elezioni garantendo l'ascesa alla presidenza del repubblicano Rutherford Birchard Hayes.
- Impero (Empire). Pubblicato nel 1987, è il libro della svolta nel descrivere il passaggio dalla repubblica dei "padri fondatori" (Washington, Jefferson, Adams) all'impero (economico e coloniale) degli USA sul mondo. Centrali nel libro, oltre ai personaggi fittizi creati da Vidal, le figure di Theodore Roosevelt, William R. Hearst, Henry Brooks Adams e John Hay. Tra gli avvenimenti storici spicca lo scoppio del conflitto armato con la Spagna per il controllo di Cuba (1898) e la successiva annessione delle Filippine e l'egemonia sull'isola caraibica che determinano (agli occhi di Vidal) l'inevitabile trasformazione degli Stati Uniti in un impero sul modello dei coevi imperi coloniali europei.
- Hollywood. Pubblicato nel 1990, è ambientato tra il 1917 e il 1923. Sono gli anni in cui William R. Hearst si trasforma in un magnate di Hollywood (sulla figura di Hearst è ricalcato anche il protagonista di Quarto potere di Orson Welles). Scorrono lungo le pagine del libro personaggi storici e fittizi, star di Hollywood e della politica americana degli anni Venti e Trenta del secolo scorso, da Woodrow Wilson a Franklin D. Roosevelt, da Eleanor Roosevelt a Warren G. Harding, da Charlie Chaplin a Marion Davies.
- Washington, D.C. Pubblicato nel 1967, tratta gli anni Trenta, Quaranta e la seconda guerra mondiale, fino ad arrivare ai primi anni della guerra fredda.
- L'età dell'oro (The Golden Age). Pubblicato nel 2000, descrive gli anni a cavallo del secondo conflitto mondiale, la presidenza di Franklin D. Roosevelt e l'affermazione degli Stati Uniti come grande potenza militare e politica nel mondo.

## Ciclo dei romanziNarratives of Empirein ordine di pubblicazione
- Washington D.C., Little Brown, New York, 1967
  - Washington D.C., Milano, Rizzoli, 1968; Roma, Fazi, 2017.
- Burr, Random House, New York, 1973
  - Burr, trad. di Pier Francesco Paolini, Milano, Bompiani, 1975; Collana Le strade n.528, Roma, Fazi, 2022, ISBN 979-12-596-7216-2.
- 1876, Random House, New York, 1976
  - 1876, Milano, Bompiani, 1977; Il candidato, trad. di Silvia Castoldi, Collana Le strade n.138, Fazi Editore, 2008, ISBN 978-88-8112-924-9; Emma, 1876, Collana Le strade n.345, Roma, Fazi, 2018, ISBN 978-88-932-5339-0.
- Lincoln, Random House, New York, 1984
  - Lincoln, Milano, Bompiani, 1988.
- Empire, Random House, New York, 1987
  - Impero, trad. di B. Marietti, Collana Le strade n.55, Roma, Fazi, 2002, ISBN 978-88-811-2346-9.
- Hollywood, Random House, New York, 1989
  - Hollywood, Milano, Bompiani, 1990, ISBN 88-452-1518-0; Milano, Bompiani, 1991, ISBN 88-452-1825-2.
- The Golden Age, Doubleday, New York, 2000
  - L'età dell'oro, trad. di Luca Scarlini, Collana Le strade n.43, Roma, Fazi, 2001, ISBN 978-88-811-2171-7.

### Ciclo dei romanzi in ordine storico
1. Burr
2. Lincoln
3. 1876
4. Empire
5. Hollywood
6. Washington, D.C.
7. The Golden Age